# Ust-Labinsk
Ust-Labinsk (russisch Усть-Лабинск) ist eine Stadt mit 43.270 Einwohnern (Stand 14. Oktober 2010) in der Region Krasnodar im südlichen Russland. Bis zur Verleihung der Stadtrechte 1958 hieß der Ort Ust-Labinskaja (Усть-Лабинская).

## Lage
Ust-Labinsk liegt etwa 60 km von Krasnodar, der Hauptstadt der Region Krasnodar, entfernt, an der Mündung des Flusses Laba in den Kuban. Die nächstgelegene Stadt ist Korenowsk, etwa 50 km von Ust-Labinsk entfernt.
Nicht zu verwechseln ist Ust-Labinsk mit dem ebenfalls in der Region Krasnodar liegenden Labinsk. Beide Städte verdanken ihren Namen dem Fluss Laba, wobei Ust-Labinsk so viel wie „Ort an der Laba-Mündung“ bedeutet.

## Geschichte
Gegründet wurde der Ort 1778 als eine der russischen Festungen nördlich des Kaukasus am Kuban. 1794 erhielt die Festung den Status einer Kosaken-Staniza und den Namen Ust-Labinskaja. In Friedenszeiten betrieben ihre Bewohner vorwiegend Landwirtschaft, was sich bis ins 20. Jahrhundert hinein nicht wesentlich änderte. 1924 wurde Ust-Labinsk Zentrum des gleichnamigen Rajons; die Stadtrechte besitzt es seit 1958.

### Bevölkerungsentwicklung
| Jahr | Einwohner |
| ---- | --------- |
| 1939 | 18.429    |
| 1959 | 30.212    |
| 1970 | 35.604    |
| 1979 | 39.151    |
| 1989 | 41.759    |
| 2002 | 43.824    |
| 2010 | 43.270    |

Anmerkung: Volkszählungsdaten

## Wirtschaft und Verkehr
Zu den Industriebetrieben in Ust-Labinsk gehören unter anderem mehrere Nahrungsmittelfabriken und zwei Ziegeleien, generell hat die Stadt und der Rajon aber – insbesondere seit dem Zerfall der Sowjetunion – nur wenig Industrie und gilt daher als arm. Im September 2007 wurde bekanntgegeben, dass in Ust-Labinsk eine neue Baustofffabrik der dem Milliardär Oleg Deripaska gehörenden Baufirma Glawstroi entstehen soll.
Durch Ust-Labinsk führen mehrere Landstraßen sowie eine Eisenbahnlinie. Dadurch verfügt die Stadt über direkte Anbindungen nach Krasnodar, aber auch zum Schwarzmeerhafen in Noworossijsk.

## Söhne und Töchter der Stadt
- Iwan Timofejewitsch Iwaschtschenko (1905–1950), Testpilot, Held der Sowjetunion
- Nikolai Sergejewitsch Popow (1931–2008), Panzerkonstrukteur (u. a. T-80)